# اس‌اس ابردین (۱۸۸۱)
اس‌اس ابردین (۱۸۸۱) (به انگلیسی: SS Aberdeen (1881)) یک کشتی بود که طول آن ۳۶۲٫۴ فوت (۱۱۰٫۵ متر) بود. این کشتی در سال ۱۸۸۱ ساخته شد.